# Дельта Девы
Минелаува, Дельта Девы (лат. δ Virginis), 43 Девы (лат. 43 Virginis), HD 112300 — тройная звезда в созвездии Девы на расстоянии приблизительно 187 световых лет (около 57,4 парсек) от Солнца.
В 2023 году группой астрономов было объявлено об открытии коричневого карлика HD 112300 b.

## Характеристики
Первый компонент (HD 112300) — красный гигант спектрального класса M0, или M1III, или M3III, или Ma. Визуальная звёздная величина звезды — +3,38m. Масса — около 1,4 солнечной, радиус — около 65,8 солнечного, светимость — около 502,59 солнечной. Эффективная температура — около 3657 K.
Второй компонент (HD 119445 b) — коричневый карлик. Масса — около 15,83 юпитерианской. Орбитальный период — около 466,63 суток (1,2776 года). Удалён в среднем на 1,33 а.е..
Третий компонент (WDS J12556+0324B). Визуальная звёздная величина звезды — +11,79m. Удалён на 192,1 угловой секунды.

## Название
Традиционное название звезды Auva и Minelauva происходит от арабского عوى cawwa’, означающего «лающая собака». В 2016 году Международный астрономический союз создал рабочую группу по именованию звёзд (WGSN), каталогизации и стандартизации собственных названий звёзд. WGSN утвердила название Минелаува для этой звезды 30 июня 2017 года.
Эта звезда вместе с Бетой Девы, Гаммой Девы и Эпсилоном Девы входила в состав астеризма Al ʽAwwāʼ.
В китайском языке название 太微左垣 (Tài Wēi Zuǒ Yuán) относится к астеризму, состоящему из Дельты Девы, Эты Девы, Гаммы Девы, Эпсилона Девы и Альфы Волос Вероники. Дельта Девы известна как 太微左垣三 (Tài Wēi Zuǒ Yuán sān), означает 'Второй восточный министр'.

## Свойства

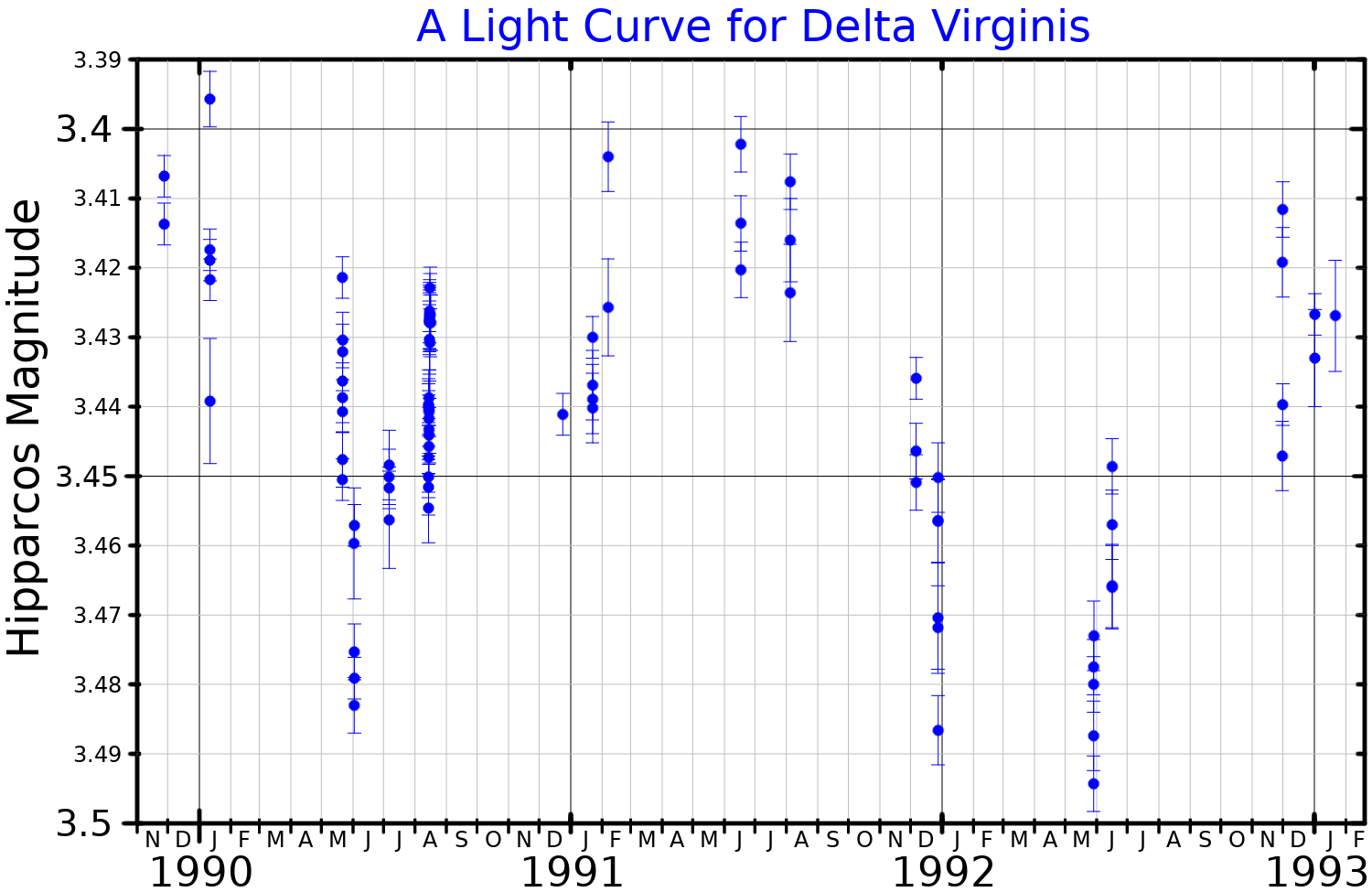
Кривая блеска Дельты Девы, построена по данным Hipparcos

Спектр звезды соответствует спектральному классу M3III, Дельта Девы является красным гигантом. Внешние слои атмосферы расширились, радиус звезды превышает солнечный в 48 раз. При массе звезды около 1,4 массы Солнца светимость звезды достигает 468 светимостей Солнца. Энергия высвечивается относительно холодной внешней атмосферой с эффективной температурой около 4000 K. Такая температура соответствует красно-оранжевому цвету звезды спектрального класса M.
Внешняя оболочка звезды испытывает пульсации, происходящие в полуправильных переменных звёздах; видимая звёздная величина меняется от +3,32 до +3,40. На основе частотного анализа наблюдаемой кривой блеска было выделено несколько периодов пульсации. Были обнаружены периоды величиной 13.0, 17.2, 25.6, 110.1 и 125.8 дней. Дельта Девы является высокоскоростной звездой с пекулярной скоростью более 30 км с−1 относительно среднего движения звёзд в окрестности Солнца.
Дельта Девы, вероятно, является двойной звездой, второй компонент 11 звёздной величины расположен на угловом расстоянии около 80 секунд. Период обращения этой звезды класса K может составлять около 200 тысяч лет, но эти данные требуют проверки.